# レイザーズ・エッジ
『レイザーズ・エッジ』（The Razors Edge）は、AC/DCが1990年に発表したアルバム。

## 解説
元ザ・ファームのクリス・スレイドが、新ドラマーとして加入。しかし、1994年にはフィル・ラッドがバンドに復帰したため、本作はクリス在籍時としては唯一のスタジオ・アルバムとなった。ブルース・フェアバーンをプロデューサーに起用し、レコーディングはブルース所有のリトル・マウンテン・スタジオで行われた。本作制作当時、ヴォーカリストのブライアン・ジョンソンは私生活で問題を抱えていたため、作詞もアンガス・ヤングとマルコム・ヤングの2人だけで行われた。
本作からの第1弾シングル「サンダーストラック」は、1999年公開の映画『バーシティ・ブルース』のサウンドトラックに使用され、2008年にはNBAチームのオクラホマシティ・サンダーのテーマ曲に使用された。

## 収録曲
全曲アンガス・ヤングとマルコム・ヤングの共作。
1. サンダーストラック - "Thunderstruck" - 4:52
2. ファイアー・ユア・ガンズ - "Fire Your Guns" - 2:53
3. マネートークス - "Moneytalks" - 3:45
4. レイザーズ・エッジ - "The Razors Edge" - 4:22
5. ミストレス・フォー・クリスマス - "Mistress for Christmas" - 3:59
6. ロック・ユア・ハート・アウト - "Rock Your Heart Out" - 4:06
7. アー・ユー・レディ - "Are You Ready" - 4:10
8. ガット・ユー・バイ・ザ・ボールズ - "Got You by the Balls" - 4:30
9. ショット・オブ・ラヴ - "Shot of Love" - 3:56
10. レッツ・メイク・イット - "Let's Make It" - 3:32
11. バッド・ラック - "Goodbye & Good Riddance to Bad Luck" - 3:13
12. イフ・ユー・デアー - "If You Dare" - 3:18

## 参加ミュージシャン
- ブライアン・ジョンソン - ボーカル
- アンガス・ヤング - リードギター
- マルコム・ヤング - リズムギター、バッキング・ボーカル
- クリフ・ウィリアムズ - ベース、バッキング・ボーカル
- クリス・スレイド - ドラムス、パーカッション